# Chrysanthemum
Chrysanthemum (synoniem: Dendranthema) is een geslacht uit de composietenfamilie (Asteraceae of Compositae).
De naam is een samenstelling van de Oudgriekse woorden χρυσός (khrusós), 'goud' en ἄνθεμον (ánthemon), 'bloem'.

## Cultivars
Er zijn zeer veel cultivars die bij de bloemist als 'chrysant' te krijgen zijn.

## Soorten
Het geslacht kent een dertigtal soorten, die voorkomen in Europa en Azië, waaronder:
- Chrysanthemum carinatum
- Chrysanthemum cinerariifolium
- Chrysanthemum coccineum
- Chrysanthemum frutescens
- Chrysanthemum majus
- Chrysanthemum morifolium of Chrysanthemum × grandiflorum (Tuinchrysant)

## Chrysanthemumorde
De chrysant is het nationale symbool van Japan. Het keizerlijke zegel is een gestileerde chrysant, en het land kent een ridderorde die naar de bloem genoemd is, de Chrysanthemumorde.

Keizerlijk zegel van Japan